# مستشفى التجاني الماحي للأمراض النفسية والعصبية
مستشفى التجاني الماحي للأمراض النفسية والعصبية ويعرف أيضاً بمستشفي التجاني الماحي هو أول مستشفى سوداني متخصص في تشخيص وعلاج الأمراض النفسية والعصبية. تأسس هذا المستشفى في عام 1971م، ويقع في مدينة أمدرمان جنوب سوق امدرمان القديم
سمّي بهذا الاسم نسبةً إلى طبيب النفس السوداني التجاني الماحي.

## خدمات المستشفى
يعرف المستشفى بأنه من أكبر مراكز الطب النفسي في العاصمة السودانية، ويوفر خدمة تشخيص وعلاج الأمراض النفسية والعصبية. كما يقوم المستشفى بالتعاون مع الجامعات والكليات بتدريب طلاب كليات الطب والتمريض، وطلاب علم النفس، والمساعدين النفسيين. كذلك، فإن المستشفى يقدم برامج ونشاطات أكاديمية دورية.

## تدهور الخدمات بالمستشفي
تعاني المستشفي من نقص في الكوادر الطبية ومعينات العمل والتي أشار إليها عدد من التقارير الصحفية منذ 2012، بالإضافة إلى ضعف القدرة الاستيعابية بالمقارنة بالحوجة الفعلية يعمل بالمستشفي عنبر واحد للنساء وأخر للرجال بسعة لا تتعدي ألـ 200 سرير.

## مبادرة منظمة بت مكلي القومية
قامت منظمة بت مكلي التي تعمل علي تعليم وتنمية المرأة بإطلاق مبادرة بمشاركة عدد من المعالجين النفسيين لنفره تأهيل المستشفي في ديسمبر 2019.

## روابط خارجية
- موقع الدكتور التجاني الماحي
- تحقيق صحفي عن المستشفي